# Kenneth Granviel
Kenneth Granviel (* 4. August 1950 in Tarrant County, Texas; † 27. Februar 1996 in Huntsville, Walker County, Texas) war ein US-amerikanischer Mehrfachmörder. Er tötete sieben Menschen und wurde 1996 hingerichtet.

## Ereignisse
Am 7. Oktober 1974 tötete Granviel in einem Apartment-Komplex im texanischen Fort Worth drei Frauen und zwei Kinder der mit ihm befreundeten Familie McClendon. Er verwendete als Tatwaffe ein Fleischermesser. Am 8. Februar 1975 wurde er verhaftet, nachdem er eine Frau vergewaltigt, eine weitere entführt und mehrere Menschen in einem Haus in Fort Worth als Geiseln genommen hatte.
In Haft gestand er die Vergewaltigung und Ermordung zweier weiterer Frauen und führte die Ermittler zu deren Leichen.
Er wurde wegen Mordes an der zweijährigen Natasha McClendon zum Tode verurteilt und im November 1975 in den Todestrakt von Texas überstellt. Granviel sollte nach Wiedereinführung der Todesstrafe 1976 als erster Häftling im September 1977 hingerichtet werden, seine Anwälte erreichten jedoch eine Aussetzung des Hinrichtungstermins. Seine Exekution durch die Giftspritze erfolgte erst über 20 Jahre nach seiner Verurteilung im Februar 1996 in der Huntsville Unit. Er war bis dahin der am längsten im Todestrakt von Texas einsitzende Häftling.